# KK MZT Skopje
O KK MZT Skopje Aerodrom (macedônio:КК МЗТ Скопје Аеродром) é uma agremiação profissional de basquetebol situada na cidade de Escópia, República da Macedónia que disputa atualmente a Liga Macedônia, Liga Adriática e a EuroCup.